# 点丽蛛
点丽蛛（学名：Chrysso punctifera）为球蛛科丽蛛属的动物。分布于日本、韩国以及中国大陆的浙江等地，多栖息于山涧溪流、阔叶林、竹林。该物种的模式产地在日本。